# 計理士
計理士（けいりし）は、1927年から1967年まで日本に存在した会計専門者の国家資格である。計理士法（昭和2年3月31日法律第31号）によって法制化された。1948年、公認会計士制度の発足により計理士法は廃止され、新たな登録者はなくなったが、資格としては1967年3月まで存続した。

## 概要
日本において企業の会計を扱う専門家の必要性は、1908年に発覚した日本製糖汚職事件（帳簿操作で贈賄金を捻出したとされた）に際して、イギリス人株主（駐日大使のクロード・マクドナルド）が提起したことで認識されたといわれている。会計士の法制化は1914年の第31回帝国議会で「会計監査士法案」が初めて提出され、これを含めて7度の法案提出、4度の衆議院通過をみながら貴族院での承認にまで至らなかったが、1927年の第52回帝国議会で政府提出の計理士法が可決成立した。
1927年9月より法律施行、11月より計理士の登録が開始された。業務範囲は、計理士法第1条に「計理士は計理士の称号を用いて会計に関する検査、調査、鑑定、証明、計算、整理又は立案を為すことを業とするものとす」（原文はカタカナ）と定められている。また第12条に「計理士たる資格を有せずして計理士の業務を行いたる者は六月以下の懲役又は千円以下の罰金に処す」との規定があった（業務独占資格）。
資格の取得には試験（筆記および口述）による方法と、旧制専門学校以上の学校で会計学を修得する方法とがあった。しかし、試験は受験者・合格者ともきわめて少なく、受験者数・筆記合格者数がいずれも最多だった1943年においてすら受験者64人に対し最終合格者7人しかおらず、19回の累計で合格者は113人にとどまった。他方、会計学の修得者に加え、法律施行から5年間の経過措置として大学や専門学校で「経済に関する諸学科を修め定規の課業を卒えたる者」で「引続き三年以上会計に関する検査、調査、鑑定、証明、計算、整理又は立案の業務又は職務に従事したる者」に対しては出願のみでの資格付与を法律の附則で認めたことから、これらの無試験取得者は3年目の1929年には早くも1000人を突破し、経過措置の停止で一時その数は減ったものの、累計では2万5570人とその大半を占めるに至った。

## 法改正運動
このような状況で、資格取得者の質に著しいばらつきがあることが問題視されるようになり、複数結成された計理士団体（計理士法には、公認会計士法とは異なり、資格者団体についての明文規定がなかった）から法律の改正を求める動きが何度も起こされた。団体は1940年11月に一本化されるが、太平洋戦争終結に至るまで法律の改正は実現しなかった。
法律改正の方向性についても団体や関係者によって意見の相違があった。無試験取得の廃止のほか、計理士団体の法制化、税務業務に対する取り扱いの修正や、より高度な会計検査（監査）に特化した資格の創設を求めるものなどである。このうち、会計検査への特化という点に関しては、当時の実際の計理士業務の中で検査の占める比率は10%にも満たず、最も多い仕事が「計算」であった実情とはそぐわない側面があった。

## 公認会計士制度への移行
太平洋戦争後、大蔵省は、経済民主化政策の一環として1948年1月に「計理士制度調査委員会」を設置して資格の抜本的な改正に乗り出し、同年7月に公認会計士法が公布・8月より施行されたことで計理士法は廃止された。
この制度改正に対して、公認会計士法は当初計理士が監査・証明業務を遂行できる期限、それ以外の会計業務を「計理士」の名称でおこなえる期限をそれぞれ定めた。この期限は最初は前者が1949年3月、後者が1951年7月であったが、その後法改正による延長ののち、1950年の法改正で1951年3月末までに再登録を受ければ、生涯「計理士」の名称を用いて計理士法第1条の業務を可能とした。計理士の資格者が公認会計士になる方法として特別公認会計士試験が設けられたほか、実務3年以上の計理士に会計士補資格を（登録で）付与する、10年以上の計理士にはレポートで特別公認会計士試験に代えるといった救済措置も講じられた。特別公認会計士試験は11回実施され、受験者延べ1万5171人に対して合格者1042人、合格率6.9%であった。
特別公認会計士試験は1954年に廃止されるが、その後も受験資格面での優遇措置は継続された。だが、1964年の「公認会計士特例試験等に関する法律」（昭和39年6月30日法律第123号）で、計理士資格は1967年3月31日限りで廃止されることが決定するとともに、計理士を対象とした公認会計士特例試験をその間5回実施すること、計理士名簿に登記して計理士の業務をおこなっている者への税理士資格取得が定められた。これに基づき、計理士制度は1967年3月をもって完全に廃止された。これについて原征士は、職業会計士を公認会計士のみとする公認会計士法制定当時の考え方が、計理士側からの「既得権回復要求」により会計士・計理士の「二本建論」に一時変わったものの、最終的には当初の「一本建論」に再び変わったとしている。
制度廃止直後の1967年8月、「計理士の名称の使用に関する法律」（昭和42年8月2日法律第130号）が定められ、制度廃止の時点で計理士名簿に登記していた者については、「財務書類の調製をし，財務に関する調査・立案・相談業務を営むについて計理士の名称を使用することができる」と定められ、計理士の名称使用だけが認められた。
この後、旧計理士関係者から2002年に公認会計士の資格付与を求める請願が国会になされたことがある。請願によると、この時点で計理士を称していた者は約100人で、平均年齢は80歳を超えていた。

## 計理士資格を保有した著名人
- 平木信二 - リッカー創設者・社長で、全日本計理士協会会長も務めた[10]。
- 片桐勝昌 - 政治家[要出典]
- 宮幡靖 - 政治家[11]
- 宮腰喜助 - 政治家[12]
- 松本善壽 - 政治家[13]
- 柳沢義男 - 法学者、弁護士、実業家、政治家[14][15]
- 平井義一 (政治家) - 政治家[16]
- 三宅則義 - 政治家[17]
- 上山輝一 - 政治家[要出典]
- 広島了輔 - 政治家[要出典]
- 古河和一郎 - 政治家[18]
- 柳田誠二郎 - 実業家[要出典]
- 定塚門次郎 - 政治家[19]
- 小山威雄 - 実業家、政治家[20]
- 前田幸蔵 - 元日本税理士会連合会会長[要出典]
- 宮坂保清 - 会計学者[要出典]
- 谷岡登 - 学校経営者[21]
- 青木大吉 - 軍人[要出典]
- 白石喜太郎 - 実業家[要出典]
- 飯塚毅 - TKC創業者[要出典]